# 5-Headed Shark Attack
5-Headed Shark Attack è un film per la televisione statunitense del 2017 diretto da Nico De Leon. È il terzo capitolo della saga Headed Shark Attack.

## Trama
Uno squalo a cinque teste terrorizza l'oceano aperto prima di invadere le spiagge a Porto Rico, mettendo in pericolo quella che un tempo era un'isola paradisiaca e pacifica.